# Saint-Martin-Lys
Saint-Martin-Lys ist eine französische Gemeinde 24 Einwohnern (Stand 1. Januar 2022) im Département Aude in der Region Okzitanien. Sie gehört zum Kanton La Haute-Vallée de l’Aude und zum Arrondissement Limoux. 

## Lage
Die Gemeinde Saint-Martin-Lys liegt an der oberen Aude, die hier durch ein enges Tal fließt. Das Gemeindegebiet ist Teil des Regionalen Naturparks Corbières-Fenouillèdes. Nachbargemeinden sind Belvianes-et-Cavirac im Norden, Puilaurens im Osten, Axat im Süden, Cailla im Südwesten und Quirbajou im Westen.

## Bevölkerungsentwicklung

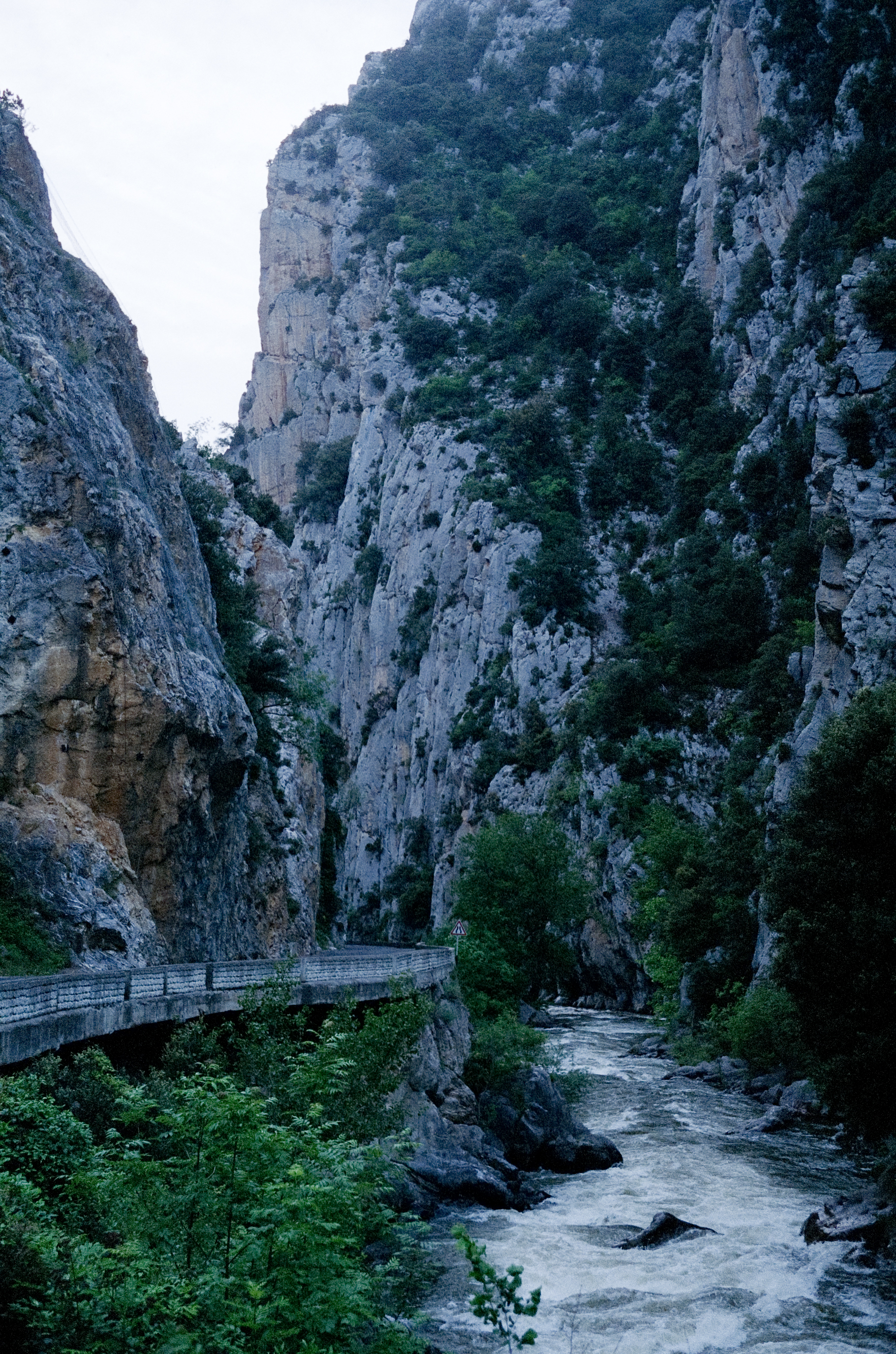
Die Aude bei Saint-Martin-Lys

| Jahr      | 1962 | 1968 | 1975 | 1982 | 1990 | 1999 | 2006 | 2018 |
| --------- | ---- | ---- | ---- | ---- | ---- | ---- | ---- | ---- |
| Einwohner | 66   | 67   | 44   | 40   | 31   | 46   | 47   | 275  |